# Vârfu Câmpului
Vârfu Câmpului é uma comuna romena localizada no distrito de Botoşani, na região de Moldávia . A comuna possui uma área de 72.43 km² e sua população era de 3926 habitantes segundo o censo de 2007.